# Miguel Patire
Miguel Ángel Patire (Provincia de Santiago del Estero, Argentina; 19 de junio de 1948) es un exfutbolista argentino que se desempeñaba como delantero. Destacó principalmente en Talleres de Córdoba.

## Clubes
| Club                | País      | Año         |
| ------------------- | --------- | ----------- |
| Talleres            | Argentina | 1970 - 1971 |
| Vélez Sarfield      | Argentina | 1971        |
| General Paz Juniors | Argentina | 1972        |
| Gimnasia de Mendoza | Argentina | 1972        |
| Talleres            | Argentina | 1972 - 1975 |
| Racing              | Argentina | 1976        |

Fuente